# Рапен, Жан-Франсуа
Жан-Франсуа Рапен (фр. Jean-François Rapin) — французский политик, сенатор, член партии Республиканцы.

## Биография
Родился 11 мая 1966 г. в городе Булонь-сюр-Мер (департамент Па-де-Кале). Закончил медицинский факультет Университета Лилль-2. Проходил практику (externat) в Лилле, Булонь-сюр-Мер и Армантьере, интернатуру на станции скорой помощи, изучал пульмонологию, неврологию и гинекологию. Защитив в 1995 году диссертацию, открыл частную практику в поселке Мерлимон.
Политическую деятельность начал в 2000 году, вступив в Союз за французскую демократию, но уже через два года перешел в Союз за народное движение.
Самостоятельная политическая карьера Жана-Франсуа Рапена началась в 1995 году, когда он был избран в муниципальный совет Мерлимона. Впоследствии он стал вице-мэром, а затем и мэром этого поселка. Дважды, в 2008 и 2014 годах, он переизбирался на пост мэра Мерлимона и покинул его только в 2016 году после избрания в Сенат. Также до 2016 года он был вице-президентом ассоциации коммун "Опалового берега" (название части побережья Ла-Манша в департаменте Па-де-Кале). С 2012 по 2014 годы Жан-Франсуа Рапен был генеральным секретарем, а с 2013 по 2016 годы — президентом Ассоциации мэров департамента Па-де-Кале.
С 2004 по 2015 годы Жан-Франсуа Рапен был член Регионального совета Нор-Па-де-Кале, а в декабре 2015 года был избран в Совет региона О-де-Франс. В январе 2016 года, после решения сенатора и мэра Кале Наташи Бушар отказаться от места в Сенате в пользу поста вице-президента Совета региона О-де-Франс, Рапен, как следующий в избирательном списке, занял ее место в Сенате.
В октябре 2017 г. Жаном-Франсуа Рапен сам возглавил список правых на выборах в Сенат Франции от департамента Па-де-Кале. Этот список получил 21,18 % голосов и два места в Сенате, одно из которых досталось ему.

## Занимаемые выборные должности
03.2001 - 18.03.2016 — мэр коммуны Мерлимон

03.2004 - 12.2015 — член Регионального совета Нор-Па-де-Кале 

с 13.12.2015 — член Совета региона О-де-Франс 

с 12.01.2016 — сенатор Франции от департамента Па-де-Кале